# Indan
Indan (Betonung auf der Endsilbe: Indan) ist eine chemische Verbindung aus der Gruppe der bizyklischen aromatischen Kohlenwasserstoffe.

## Gewinnung und Darstellung
Indan kommt verbreitet im Steinkohlenteer, im Urteer und als Strukturelement in Indenharz vor. Es kann aus Inden durch eine katalytische Hydrierung über Platin-Katalysatoren mittels Wasserstoff oder durch Reduktion mit metallischen Natrium in Ethanol hergestellt werden.

## Eigenschaften
Indan ist eine farblose Flüssigkeit mit aromatischem Geruch, die bei Normaldruck bei 178 °C siedet. Die molare Verdampfungsenthalpie beträgt 49,2 kJ·mol−1. Der Feststoff kann in zwei polymorphen Kristallformen vorliegen. Die Umwandlungstemperatur der Form II zu Form I liegt bei −199 °C. Form I schmilzt bei −51 °C. Die Schmelzenthalpie beträgt 8,6 kJ·mol−1, die Umwandlungsenthalpie von Form II zu Form I 0,8 kJ·mol−1.
| Eigenschaft               | Typ        | Wert [Einheit]                                       | Bemerkungen             |
| ------------------------- | ---------- | ---------------------------------------------------- | ----------------------- |
| Standardbildungsenthalpie | ΔfH0liquid | −11,7 kJ·mol−1                                       |                         |
| Standardentropie          | S0liquid   | 234,35 J·mol−1·K−1                                   | als Flüssigkeit         |
| Verbrennungsenthalpie     | ΔcH0liquid | −4982.5 kJ·mol−1                                     |                         |
| Wärmekapazität            | cp         | 190,25 J·mol−1·K−1 (25 °C) 130,7 J·mol−1·K−1 (25 °C) | als Flüssigkeit als Gas |
| Tripelpunkt               | Ttriple    | 221,77 K                                             |                         |
| Kritische Temperatur      | Tc         | 684,9 K                                              |                         |
| Kritischer Druck          | pc         | 39,5 bar                                             |                         |

Die Temperaturabhängigkeit der Verdampfungsenthalpie lässt sich entsprechend der Gleichung ΔVH0=A·exp(−β·Tr)(1−Tr)β (ΔVH0 in kJ/mol, Tr =(T/Tc) reduzierte Temperatur) mit A = 65,1 kJ/mol, β = 0,2866 und Tc = 684,9 K im Temperaturbereich zwischen 302 K und 339 K beschreiben.

## Verwendung
Indan kann durch Dehydrierung in Inden überführt werden. Derivate (Indane) finden vielfältige Anwendung als Antibiotika, Herztherapeutika, Insektizide und Duftstoffe (Moschus). Ein bekanntes Derivat des Indans ist Ninhydrin.